# Њу Берлин (Илиноис)
Њу Берлин (енгл. New Berlin) град је у америчкој савезној држави Илиноис.

## Демографија
По попису из 2010. године број становника је 1.346, што је 316 (30,7%) становника више него 2000. године.
| Група             | 2000.         | 2010.         |
| Белци             | 1.009 (98,0%) | 1.309 (97,3%) |
| Афроамериканци    | 4 (0,4%)      | 8 (0,6%)      |
| Азијати           | 0 (0,0%)      | 5 (0,4%)      |
| Хиспаноамериканци | 7 (0,7%)      | 10 (0,7%)     |
| Укупно            | 1.030         | 1.346         |